# Nen de Turkana
El nen de Turkana o nen de Nariokotome és el nom del fòssil KNM-WT 15000. Es tracta d'un esquelet gairebé complet (només li manquen les mans i els peus) corresponent a un homínid jove que morí a l'edat d'11 o 12 anys, fa aproximadament 1,6 milions d'anys (a principis del Plistocè). L'esquelet fou descobert el 23 d'agost del 1984 per l'investigador Kamoya Kimeu, membre de l'equip de paleoantropòlegs dirigit per Richard Leakey. Avui en dia es considera que pertanyia a l'espècie Homo ergaster, tot i que va estar en discussió si podia pertànyer a l'espècie Homo erectus.